# Hypocerides nearcticus
Hypocerides nearcticus är en tvåvingeart som beskrevs av Borgmeier 1966. Hypocerides nearcticus ingår i släktet Hypocerides och familjen puckelflugor.
Artens utbredningsområde är Virginia. Arten är reproducerande i Sverige. Inga underarter finns listade i Catalogue of Life.